# St. Maternus (Pomster)

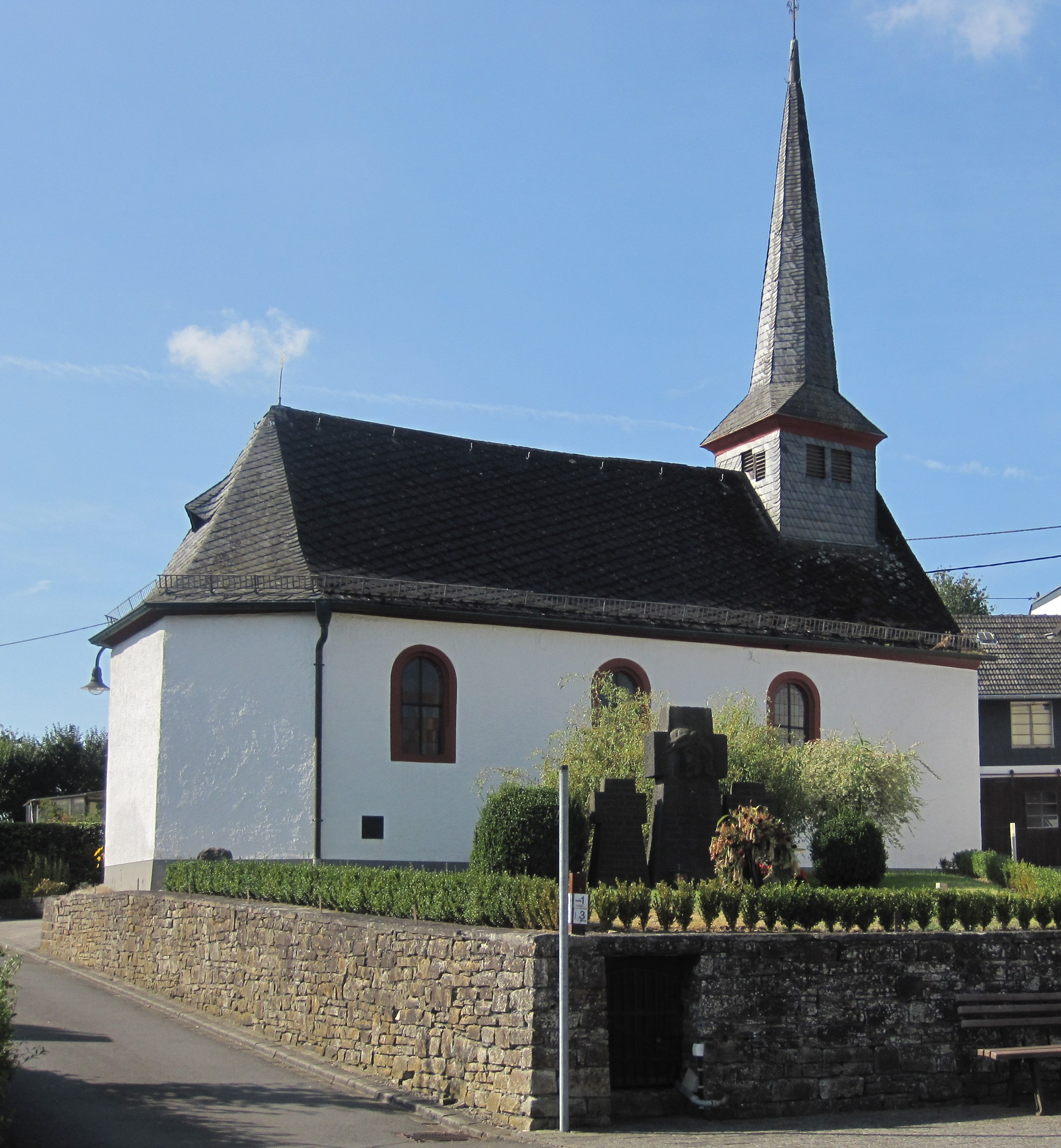
St. Maternus in Pomster

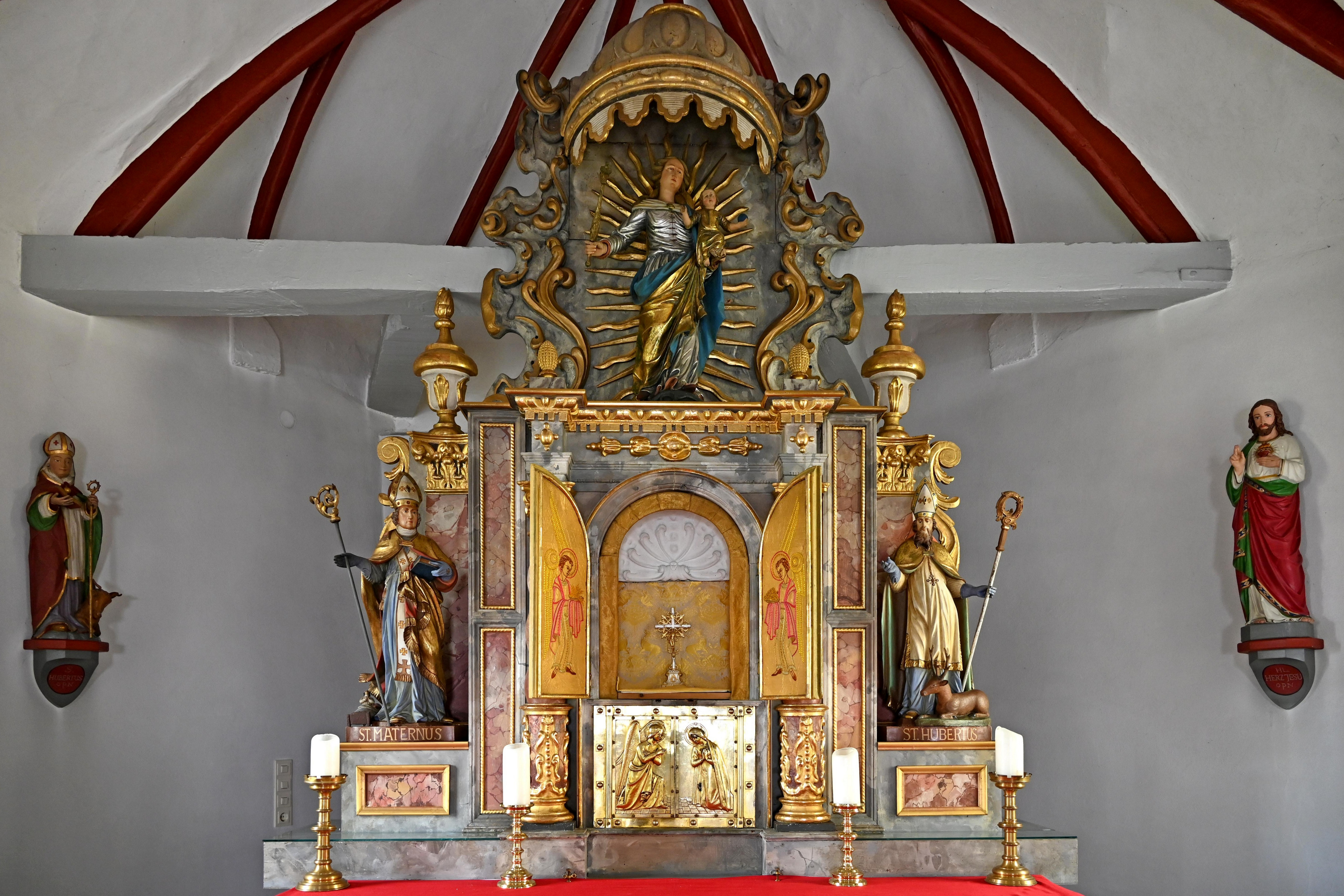
Barocker Hochaltar

Die katholische Filialkirche St. Maternus in Pomster, einer Ortsgemeinde im Landkreis Ahrweiler in Rheinland-Pfalz, wurde im 18. Jahrhundert errichtet und steht unter Denkmalschutz. Die Kirche wird in manchen Publikationen auch als Filialkirche St. Barbara und Helena bezeichnet.

## Geschichte
Die Kirche ist dem heiligen Maternus geweiht. Der einschiffiger verputzte Bruchsteinbau hat eine Länge von zwölf und einer Breite von fünf Metern. Über dem Portal ist die Jahreszahl 1716 angebracht. In den 1990er Jahren wurde das Gebäude grundlegend renoviert und die Mauern trockengelegt. Auf dem schiefergedeckten Satteldach befindet sich ein schlanker, spitz zulaufender Dachreiter. Die sechs Rundbogenfenster sind mit Basaltlava gefasst.
Im Innern sind Holzbildwerke aus dem 18. Jahrhundert vorhanden: Maria als Himmelskönigin, der hl. Hubertus als Bischof und mit Hirsch, der heilige Maternus, ebenfalls als Bischof mit Bett und dem Jüngling von Naïn zu Füßen dargestellt. Der Hochaltar, ebenfalls aus dem 18. Jahrhundert, ist im typischen Barockstil mit Säulen und Heiligenfiguren versehen.

## Kriegerdenkmal

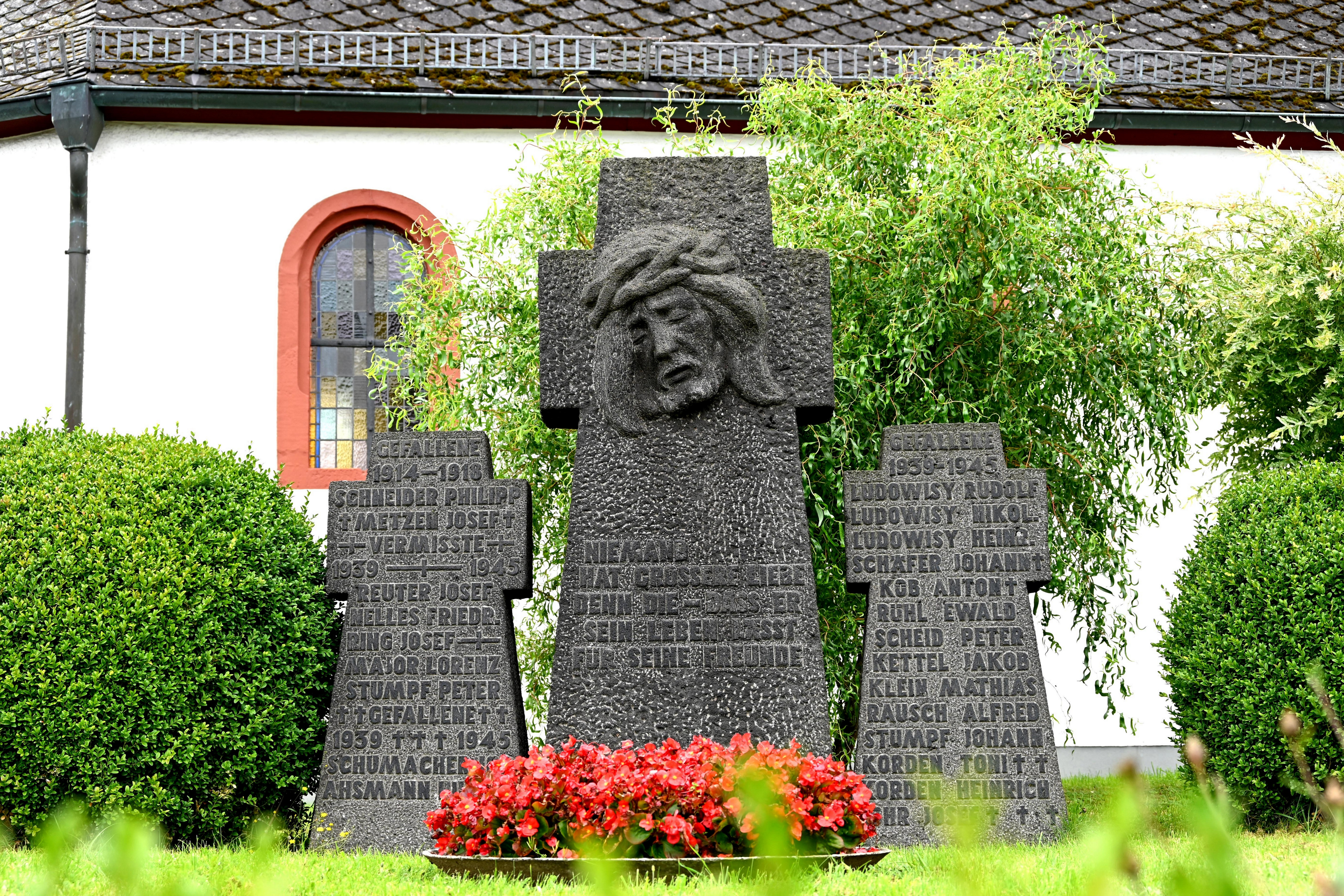
Denkmal für die Gefallenen beider Weltkriege

In der Gartenanlage der Kirche steht ein Denkmal für die Gefallenen der beiden Weltkriege. Die Anlage besteht aus drei kreuzförmigen sich nach unten verbreiternden Platten aus Basalt. Das mittlere Kreuz, auf dem sich ein Flachrelief mit einem Christuskopf mit Dornenkrone befindet, überragt die beiden anderen Kreuze.